# Georges Fraipont
Georges Fraipont (Parijs, 17 maart 1873 – 24 november 1912) was een Franse schilder en illustrator. Hij was de zoon van Gustave Fraipont, een bekend kunstenaar en illustrator. Hij exposeerde in 1901 op de Salon des Artistes Français en in 1905 werd hij tot lid gekozen. Hoewel hij vele illustraties heeft gemaakt is hij toch het meest bekend vanwege zijn schilderijen. Zijn werk is populair onder verzamelaars.

## Galerij

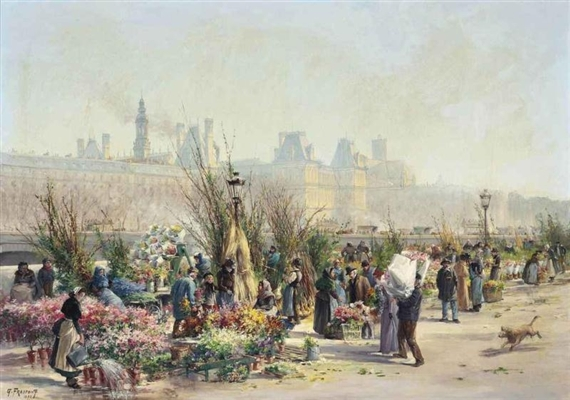
Schilderij: Bloemenmarkt langs de Seine (1899)
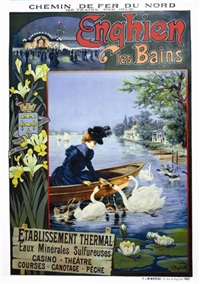
Poster: Enghien les bains (1900)